# メメ50
メメ50は、日本の成人向け漫画家・イラストレーター。全年齢向け作品ではめめ名義を使用している。自らの同人サークル「メメ屋」でも活動を行っている。

## 経歴
2008年、「ハロウィン大作戦」を『COMIC快楽天BEAST』11月号（ワニマガジン社）に発表して漫画家デビュー。主に『COMIC失楽天』で作品を発表している。

## 作品リスト

### 書籍
1. 『ちょめちょめオトメ』[2] （2010年12月1日発売[3]、ワニマガジン社〈ワニマガジンコミックススペシャル〉、ISBN 978-4-86269-146-0）
2. 『りみっとぶれいく!』[4] （2012年2月1日発売[5]、ワニマガジン社〈ワニマガジンコミックススペシャル〉、ISBN 978-4-86269-192-7）
3. 『サカリサカラレ』[6] （2012年12月28日発売[7]、ワニマガジン社〈ワニマガジンコミックススペシャル〉、ISBN 978-4-86269-227-6）
4. 『ぐちょぐちょさかりちゃん』[8] （2014年11月29日発売[9]、ワニマガジン社〈ワニマガジンコミックススペシャル〉、ISBN 978-4-86269-333-4）
5. 『発情警報』[10] （2016年1月30日発売[11]、ワニマガジン社〈ワニマガジンコミックススペシャル〉、ISBN 978-4-86269-410-2）
6. 『にくひつ～先生の服従レッスン～』[12] （2017年8月31日発売[13]、ワニマガジン社〈ワニマガジンコミックススペシャル〉、ISBN 978-4-86269-509-3）

### 書籍未収録作品
- 初々しぇっくす （COMIC失楽天 2018年3月号）
- 黒ギャルナンパしてみた （COMIC失楽天 2018年9月号）
- おちんぽあたためますか？ （COMIC失楽天 2019年2月号）
- お隣さんは性欲旺盛 （COMIC失楽天 2019年6月号）
- ハロウィンガール （COMIC失楽天 2019年12月号）
- ガマンできない不倫旅行 （COMIC失楽天 2021年03月号）
- おにぃとアリス （COMIC失楽天 2022年11月号）

### イラスト
- 欲情ギミック（2013年、マジックアイズ） - オナホールパッケージイラスト